# Étoile Casablanca
Étoile Jeunesse Sportive de Casablanca – marokański klub piłkarski, który ma siedzibę w mieście Casablanca.

## Opis
Zespół został założony w 1942 roku. Klub jeden raz zdobył mistrzostwo Maroka, w sezonie 1958/1959. Gra na Stade Père Jégo.

## Sukcesy
Mistrzostwo Maroka (1 raz)
- 1958/1959